# Тодоси, Джордан
Джордан Тодоси (англ. Jordan Todosey; 8 февраля 1995, Торонто, Онтарио, Канада) — канадская актриса.

## Фильмография
| Год       |     | Русское название          | Оригинальное название              | Роль                 |
| --------- | --- | ------------------------- | ---------------------------------- | -------------------- |
| 2005      | ф   | Лысый нянька: Спецзадание | The Pacifier                       | «Светлячок»          |
| 2005      | ф   | Победительница            | The Prize Winner of Defiance, Ohio | Тафф Райан (в 9 лет) |
| 2005—2009 | с   | Жизнь с Дереком           | Life with Derek                    | Лиззи Макдональд     |
| 2006      | с   | Сверхновая звезда         | Instant Star                       | Хелен                |
| 2006      | кор |                           | Santa Baby                         | Амелия               |
| 2007      | ф   | Каменный ангел            | The Stone Angel                    | Лотти (в детстве)    |
| 2008      | с   | Горячая точка             | Flashpoint                         | Фиби Свонсон         |
| 2010      | тф  | Каникулы с Дереком        | Vacation with Derek                | Лиззи Макдональд     |
| 2010—2013 | с   | Деграсси: Новое поколение | Degrassi: The Next Generation      | Адам Торрес          |
| 2011      | с   | Копы-новобранцы           | Rookie Blue                        | Эстер                |
| 2013      | с   | В надежде на спасение     | Saving Hope                        | Арвин                |
| 2015      | ф   | Он никогда не умирал      | He Never Died                      | Андреа               |
| 2016      | с   | Расследование Мёрдока     | Murdoch Mysteries                  | Фен                  |
| 2019      | с   | Хадсон и Рекс             | Hudson & Rex                       | Алисия               |